# Себастијан
Себастијан или Севастијан је мушко име грчко-латинског порекла и значи онај из града Севастеје; узвишени. 

## Имендан
- 20. јануар.

## Варијације
- Шебешћен (мађ. Sebestyén),
-, имендани: 20. јануар., 12. април., 24. април., 29. август., 19. септембар., 5. децембар., 30. децембар,
-, имендани: 20. јануар, 30. децембар,
-

## Познате личности
- Свети Севастијан
- Јохан Себастијан Бах
- Себастијан Фетел